# Масколо, Энтони
Энтони Масколо (англ. Anthony Mascolo) — британский стилист и парикмахер, один из сыновей Масколо, основавших компанию Toni & Guy, креативный директор TIGI с 2002 года.
Своим самым значимым достижением называет трёхкратное получение награды Парикмахера года в Англии — British Hairdresser of the Year и 24-летний брак со своей женой.
Работал с Vogue, Scene, Elle, Marie Claire, Cosmopolitan, Marie Claire Health&Beauty, Looks, Minx, Company, More, Hair, Hair and Beauty, Hairflair, Hairdressers Journal и т. д.
Основатель косметического бренда TIGI по уходу, стайлингу за волосами. Бренд известен более чем в 100 странах, и имеет постоянный успех на международных конкурсах по парикмахерскому искусству